# 下八丁
下八丁（しもはっちょう）は、秋田県横手市の大字。郵便番号は013-0823。人口は214人、世帯数は65世帯（2020年10月1日現在）。住居表示は全域で未実施。旧平鹿郡境町村大字下八丁、旧平鹿郡下八丁村に相当する。

## 地理
横手市の北部、横手地域の西部に位置しており、東で上八丁、西で塚堀、南で赤川、北で下境と隣接する。西端の一部を大戸川が北西に流れる。水田中心の純農村地帯で、南北に細長い領域を有する。大戸川に沿って上流から上根田・下根田・百万刈・百万刈落合の各集落がある。大戸川と横手川が合流する百万刈落合集落を県道71号大曲横手線が南北に縦貫する。
全域が都市計画区域に含まれるが、区域区分非設定区域となっている。都市計画法上の用途地域には指定されていない。

### 小字
2025年（令和7年）5月28日時点での「横手市（秋田地方法務局大曲支局）登記所備付地図データ」、デジタル庁公表の「アドレス・ベース・レジストリ」の「秋田県 横手市 町字マスター（フルセット） データセット」、横手市公表のオープンデータによれば、下八丁の小字は以下の通りである。
| 町・字 | 町・字     | 出典 | 出典         | 出典       |
| 大字   | 小字       | 登記 | 町字マスター | 行政区一覧 |
| ------ | ---------- | ---- | ------------ | ---------- |
| 下八丁 | 字赤平     | ○    | ○            | ○          |
| 下八丁 | 字下境田   | ×    | ○            | ○          |
| 下八丁 | 字下中島   | ○    | ○            | ○          |
| 下八丁 | 字下明永   | ○    | ○            | ○          |
| 下八丁 | 字下八丁西 | ○    | ×            | ×          |
| 下八丁 | 字境田     | ○    | ○            | ○          |
| 下八丁 | 字松林     | ○    | ○            | ○          |
| 下八丁 | 字上境田   | ○    | ○            | ○          |
| 下八丁 | 字上小屋   | ○    | ○            | ○          |
| 下八丁 | 字上中島   | ○    | ○            | ○          |
| 下八丁 | 字中村     | ○    | ○            | ○          |
| 下八丁 | 字中島     | ○    | ○            | ○          |
| 下八丁 | 字中明永   | ○    | ○            | ○          |
| 下八丁 | 字南小三町 | ○    | ○            | ○          |
| 下八丁 | 字南樋掛   | ○    | ×            | ○          |
| 下八丁 | 字南松林   | ○    | ○            | ○          |
| 下八丁 | 字二ツ屋   | ○    | ○            | ○          |
| 下八丁 | 字白山     | ○    | ○            | ×          |
| 下八丁 | 字八幡     | ○    | ○            | ○          |
| 下八丁 | 字北小三町 | ○    | ○            | ×          |
| 下八丁 | 字北樋掛   | ○    | ×            | ○          |
| 下八丁 | 字北松林   | ○    | ○            | ○          |

## 歴史
正保4年（1647年）の『出羽国知行高目録 下』では、八丁村として上八丁村と下八丁村が総称されている。享保年間までの村高を記録した郷帳に記載された町名を調べた『平鹿郡御黒印吟味覚書』でも、八丁村として記載されており、その後、上八丁村から下八丁村が分離したように記載されている。享保15年（1730年）の『六郡郡邑記』によれば、下八丁村は14の支郷の総称で、谷地小屋村（家数1軒）・上小屋村（同2軒）・中村（同4軒）・明永村（同5軒）・下関村（同1軒）・赤平村（同1軒）・中島村（同3軒）・田中村（同6軒）・境田村（同2軒）・小三条村（同3軒）・堰合村（同1軒）がある。ただ、中村ないしは上小屋村・明永村・中村を合わせて下八丁村とされることもあったという。菅江真澄の『雪の出羽路 平鹿郡』では、小三条村の九助が下八丁村の草創の家であることと、中村・寺田村・田中村・堰合村には家がなく、新たに二ツ屋村があることが紹介されている。享保3年（1803年）の『出羽国郡村仮名附帳』では、中村・寺田村・田中村・堰合村が消え、新たに日照村が加えられている。

### 年表
- 1874年（明治7年）4月5日 - 境町小学校の前身の1校となる「下八丁学校[注 1]」が開校[17]。
- 1889年（明治22年）4月 - 町村制施行に伴い、上境村・下境村・上八丁村・下八丁村が合併し、境町村となる[18]。下八丁村は境町村大字下八丁となる[19]。
- 1955年（昭和30年）4月1日 - 境町村と黒川村が横手市に編入[20][21]。横手市下八丁となる[22]。

## 世帯数と人口
2020年（令和2年）10月1日現在の世帯数と人口は以下の通りである。
| 大字   | 小字     | 世帯数 | 人口  |
| ------ | -------- | ------ | ----- |
| 下八丁 | 字上境田 | 13世帯 | 47人  |
| 下八丁 | 字二ッ屋 | 17世帯 | 63人  |
| 下八丁 | 字中明永 | 29世帯 | 89人  |
| 下八丁 | 字中村   | 6世帯  | 15人  |
| 計     | 計       | 65世帯 | 214人 |

### 人口・世帯数の推移
以下は国勢調査による1995年（平成7年）以降の人口の推移。
| 年                 | 人口 |
| ------------------ | ---- |
| 1995年（平成7年）  | 316  |
| 2000年（平成12年） | 289  |
| 2005年（平成17年） | 267  |
| 2010年（平成22年） | 232  |
| 2015年（平成27年） | 219  |
| 2020年（令和2年）  | 214  |

以下は国勢調査による1995年（平成7年）以降の世帯数の推移。
| 年                 | 世帯数 |
| ------------------ | ------ |
| 1995年（平成7年）  | 66     |
| 2000年（平成12年） | 68     |
| 2005年（平成17年） | 66     |
| 2010年（平成22年） | 58     |
| 2015年（平成27年） | 62     |
| 2020年（令和2年）  | 65     |

## 小・中学校の学区
市立小・中学校に通う場合、学区（校区）は以下の通りとなる。
| 小字 | 小学校               | 中学校               |
| ---- | -------------------- | -------------------- |
| 全域 | 横手市立横手北小学校 | 横手市立横手北中学校 |

## 交通

### 鉄道
町内に駅はない。最寄り駅は■奥羽本線の後三年駅。

### バス
町内にバス路線及びバス停はない。

### 道路
- 秋田県道267号金沢吉田柳田線

## 施設
- 八幡神社〈通称：八丁神社[29]〉（字下明永10番地）[30][29]
祭神：誉田別大神・菅原大神・白山姫命・稲倉魂命[30]
祭日：4月15日[30][29]
開創年代は不明だが、1873年（明治6年）に村社に列せられている。1914年（大正3年）7月29日、字下明永の無格社神明社、同字白山の無格社白水神社、同字中村の無格社白水神社、同村の無格社稲荷神社、上八丁字天神町の天満神社を合祀。1957年（大正6年）10月1日に字八幡から現在地に移転した[30][29]。